# Kuhha-ye Hezar Masjed
 (avril 2015).
Kuhha-ye Hezar Masjed est un sommet d'Iran culminant à 3 120 mètres d'altitude.